# Valeri Porkuián
Valeri Seménovich Porkuián (en ucraniano: Валерій Семе́нович Поркуя́н; Kirovogrado, Unión Soviética, 4 de octubre de 1944) es un exjugador y exentrenador de fútbol ucraniano de origen armenio. En su etapa como jugador profesional se desempeñaba como delantero.

## Selección nacional
Fue internacional con la selección de fútbol de la Unión Soviética en 8 ocasiones y convirtió 4 goles. Formó parte de la selección que obtuvo el cuarto lugar en la Copa del Mundo de 1966.

### Participaciones en Copas del Mundo
| Mundial                        | Sede       | Resultado        | Partidos | Goles |
| ------------------------------ | ---------- | ---------------- | -------- | ----- |
| Copa Mundial de Fútbol de 1966 | Inglaterra | Cuarto lugar     | 3        | 4     |
| Copa Mundial de Fútbol de 1970 | México     | Cuartos de final | 0        | 0     |

## Clubes

### Como jugador
| Club                  | País            | Año       |
| --------------------- | --------------- | --------- |
| Zirka Kirovohrad      | Unión Soviética | 1962-1964 |
| Chernomorets Odessa   | Unión Soviética | 1965-1966 |
| Dinamo de Kiev        | Unión Soviética | 1966-1970 |
| Chernomorets Odessa   | Unión Soviética | 1970-1972 |
| Dnipro Dnipropetrovsk | Unión Soviética | 1972-1975 |

### Como entrenador
| Club                            | País            | Año       |
| ------------------------------- | --------------- | --------- |
| Tavriya Simferopol              | Unión Soviética | 1976      |
| Okean Kerch                     | Unión Soviética | 1977-1978 |
| Chernomorets Odessa             | Unión Soviética | 1982-1983 |
| Blaho Blahoeve                  | Ucrania         | 1983-1993 |
| Chernomorets Odessa             | Ucrania         | 1994-1999 |
| Chernomorets-2 Odessa           | Ucrania         | 1999-2000 |
| Chernomorets Odessa (asistente) | Ucrania         | 2002-2017 |

## Palmarés

### Campeonatos nacionales
| Título                     | Club           | País            | Año  |
| -------------------------- | -------------- | --------------- | ---- |
| Campeonato Soviético       | Dinamo de Kiev | Unión Soviética | 1966 |
| Copa de la Unión Soviética | Dinamo de Kiev | Unión Soviética | 1966 |
| Campeonato Soviético       | Dinamo de Kiev | Unión Soviética | 1967 |
| Campeonato Soviético       | Dinamo de Kiev | Unión Soviética | 1968 |

### Distinciones individuales
| Distinción                                                                          | Año  |
| ----------------------------------------------------------------------------------- | ---- |
| Incluido entre los once mejores debutantes de la temporada del Campeonato Soviético | 1965 |

## Condecoraciones
| Distinción                                                       | Año  |
| ---------------------------------------------------------------- | ---- |
| Maestro de Deportes de la Unión Soviética de clase internacional | 1966 |
| Maestro Honorable de Deportes de la Unión Soviética              | 1991 |
| Placa Honoraria por méritos a Odesa                              | 2004 |
| Medalla de tercer grado de la Orden al Mérito de Ucrania         | 2004 |